# Lyonella neurophila
Lyonella neurophila är en svampart som beskrevs av Syd. 1925. Lyonella neurophila ingår i släktet Lyonella, divisionen sporsäcksvampar och riket svampar.   Inga underarter finns listade i Catalogue of Life.